# Zuppa di cavoli
La zuppa di cavoli è un piatto diffuso in tutta Europa in molteplici varianti.

## Diffusione

### Europa orientale
Nell'Est europeo esistono diverse zuppe e minestre a base di cavoli. Tra queste figurano, oltre alla variante del boršč con quegli ortaggi, il kapuśniak polacco e ucraino, con maiale e crauti, lo šči, un piatto nazionale russo, il zelňačka ceco e la skābu kāpostu zupa lettone, con patate, carote e semola.

### Francia
Molti manuali di cucina francese descrivono zuppe a base di cavoli (soupe aux choux). Degna di nota è l'occitana garbure, arricchita con formaggio e uova.

### Italia
In Italia sono tipiche la zuppa valdostana con la verza, la fontina e il pane e quella toscana di cavolo nero. Un'altra zuppa con i cavoli neri è descritta da Antonio Nebbia. Anche l'Oniatologia propone una ricetta non troppo diversa. Nel Canavese, in Piemonte, la zuppa con i cavoli contiene verza, toma, pancetta e pane raffermo.

### Portogallo
Il caldo verde portoghese contiene cavolo nero, patate e salpicão, un insaccato tipico del Portogallo.